# Allée Frédéric-Mistral
Allée Serge-Ravanel
L'allée Frédéric-Mistral (en occitan : andana Frederic Mistral) et l'allée Serge-Ravanel (en occitan : andana Sèrgi Ravanel) sont deux voies de Toulouse, chef-lieu de la région Occitanie, dans le Midi de la France.
Les allées sont le fruit de l'urbanisme du XVIIIe siècle, qui voit l'aménagement, sous l'impulsion des capitouls et des États de Languedoc, du boulingrin et de grandes allées destinées à la promenade. Le côté de l'allée Serge-Ravanel, occupé depuis la deuxième moitié du XIXe siècle par le Jardin des Plantes, et le côté de l'allée Frédéric-Mistral, construit de maisons et d'immeubles de la bourgeoisie toulousaine, lui ont donné son caractère aristocratique. Protégées par un classement comme site remarquable en 1933, elles ont été progressivement intégrées, au début du XXIe siècle, à l'« axe mémoriel », depuis le Monument aux morts, sur les allées François-Verdier, jusqu'au rond-point des Français-Libres, au carrefour de l'allée des Demoiselles.

## Situation et accès

### Description
L'allée Frédéric-Mistral et l'allée Serge-Ravanel sont deux voies publiques. Elles se trouvent à la limite des quartiers du Busca et Monplaisir.

### Voies rencontrées
L'allée Frédéric-Mistral et l'allée Serge-Ravanel rencontrent les voies suivantes, dans l'ordre des numéros croissants (« g » indique que la rue se situe à gauche, « d » à droite) :
1. Rue Alfred-Duméril (g)
2. Allée des Demoiselles (d)
3. Rue Louis-de-Mondran (d)
4. Rue des Martyrs-de-la-Libération (d)
5. Rue Monplaisir (d)
6. Rue de Fleurance (d)
7. Rue Benjamin-Constant (d)
8. Square Boulingrin

### Transports
Les allées Frédéric-Mistral et Serge-Ravanel sont parcourues et desservies par les lignes de Linéo L9, de bus 44 et d'autocar liO 357. Par ailleurs se trouvent également, sur les allées Paul-Sabatier, les terminus des lignes de bus 2966. La station de métro la plus proche restent les stations François-Verdier, au bout des allées du même nom, et Palais-de-Justice, au bout des allées Jules-Guesde, toutes deux sur la ligne  du métro.
Plusieurs stations de vélos en libre-service VélôToulouse se trouvent sur les allées Frédéric-Mistral et Serge-Ravanel ou à proximité : les stations no 102 (18 allée Frédéric-Mistral) et no 115 (8 allée des Demoiselles).

## Odonymie

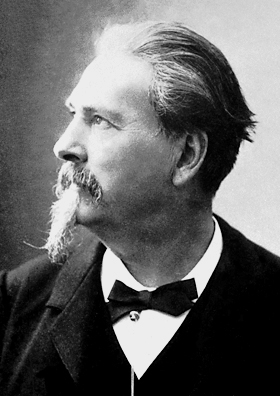
Portrait de Frédéric Mistral (vers 1907).

Lorsque l'allée fut tracée, au milieu du XVIIIe siècle, on lui donna simplement le nom de Grande-Allée. Si en 1794, pendant la Révolution française, elle prit quelques mois le nom d'allée de l'Opinion, elle ne le garda pas et resta la Grande-Allée jusqu'en 1924, date à laquelle le conseil municipal dirigé par Paul Feuga décida d'honorer la mémoire de Frédéric Mistral (1830-1914), à l'occasion de l'anniversaire des dix ans de sa mort. Frédéric Mistral, membre fondateur et capoulié du Félibrige, maître ès-jeux de l'Académie des jeux floraux et prix Nobel de littérature, est un écrivain et lexicographe occitan, auteur de Mirèio et du Tresor dóu Felibrige.
Au début du XXIe siècle, l'espace central des allées prend le nom d'esplanade Alain-Savary, en hommage à Alain Savary (1918-1988), compagnon de la Libération, mais aussi figure majeure du socialisme toulousain, secrétaire général du Parti socialiste (1969-1971), député de la Haute-Garonne (1973-1981) et président du conseil régional Midi-Pyrénées (1971-1981). Il s'est également rendu célèbre pour son rôle, comme ministre de l'Éducation nationale au sein du gouvernement Mauroy, entre 1981 et 1984. En 2011, le côté ouest des allées fut rebaptisé du nom de Serge Ravanel (1920-2009), acteur de la Libération de Toulouse, décédé deux ans plus tôt,.

## Histoire

### Période moderne
Au XVIIe siècle, les actuelles allées Frédéric-Mistral et Serge-Ravanel n'existent pas. Ce terroir, aux portes de la ville, dépend du capitoulat de Saint-Étienne. On ne trouve que des champs, traversés de chemins, et quelques maisons, habitées par des agriculteurs et des maraîchers.
Il existe une fontaine, connue comme la fontaine de Montrabé, célébrée par le poète Pèire Godolin. Elle est alimentée par la source de la Béarnaise, qui s'écoule depuis le coteau de Guilheméry. Elle se trouve alors près de la propriété du Petit-Montrabé, vaste ensemble d'une quarantaine d'hectares regroupé par Jean de Bertier (1575-1653), premier président au Parlement et seigneur de Montrabé. Il y établit une maison de plaisance (emplacement de l'actuelle rue de Fleurance). La propriété est achetée en 1675 à Pierre-Paul Riquet, qui y meurt cinq ans plus tard, avant de passer en 1714 aux Carmes déchaussés. Ces derniers, qui ont établi depuis un siècle leur église et leur couvent (actuels église Saint-Exupère et théâtre Daniel-Sorano, no 33-35 allées Jules-Guesde) face à la porte Montgaillard, possèdent un vaste terrain limité à l'ouest et au sud par la rue du Coq (actuelle rue François-Lamarck) et le chemin de Montaudran (actuelle rue Alfred-Duméril),.
Au milieu du XVIIIe siècle, la volonté de moderniser l'espace urbain, de l'ouvrir et de le rendre plus agréable, pousse les autorités locales à entreprendre de grands travaux d'aménagements et d'embellissements qui transforment les faubourgs Saint-Michel et Saint-Étienne. En 1751, le projet de l'ingénieur Louis de Mondran est présenté aux capitouls et approuvé par l'Académie royale de peinture et de sculpture. Il consiste en la création d'un boulingrin, jardin ovale de 132 toises de long sur 113 de large, au milieu duquel on propose d'établir un grand plateau de gazon, d'où partent six grandes allées bordées d'arbres. Louis de Mondran a par ailleurs obtenu le concours du peintre Antoine Rivalz et de l'architecte Hyacinthe de Labat de Savignac, qui imagine les bâtiments qui doivent border le boulingrin et les allées, ainsi que les nouvelles portes de la ville. Les travaux, dirigés par Philippe Antoine Garipuy, ingénieur de la province de Languedoc, sont achevés en 1754, avec le tracé du boulingrin et de cinq allées, la plantation des arbres et des parterres. L'allée sud, qui relie le boulingrin au chemin de Montaudran, reçoit le nom de Grande-Allée.

### Époque contemporaine
Durant la période révolutionnaire, l'espace du Boulingrin et des allées est dévolu aux grandes cérémonies révolutionnaires et républicaines. Des fêtes patriotiques y sont organisées, notamment la fête de la Fédération en juillet 1790. En 1794, comme les congrégations religieuses ont été supprimées et les carmes déchaussés expulsés, leur couvent et l'enclos qui en dépend, permettent l'aménagement d'un jardin des plantes, véritable jardin botanique à vocation scientifique placé sous la direction de Philippe-Isidore Picot de Lapeyrouse, professeur d'histoire naturelle à l'école centrale de Toulouse, sur le modèle du Jardin des plantes de Paris.
Dans la première moitié du XIXe siècle, l'espace de la Grande-Allée n'est que faiblement bâti. Elle est toujours bordée, à l'ouest, par le Jardin des Plantes et, à l'est, par des champs dévolus au maraîchage. On voit souvent les militaires faire leurs manœuvres autour du Boulingrin et de la Grande-Allée. Les changements interviennent dans la deuxième moitié du XIXe siècle, avec l'urbanisation rapide du quartier du faubourg Saint-Étienne, au nord, et du quartier du Busca, au sud. La bourgeoisie fait construire, le long de la Grande-Allée, de nombreuses villas, dans un style éclectique, parfois influencé par l'Art nouveau, représentatif des goûts des élites toulousaines. À l'angle de l'allée des Demoiselles est établi en 1861 l'orphelinat pour garçons de la Grande Allée. Les bâtiments sont reconstruits entre 1872 et 1874 pour accueillir 34 enfants, sur les plans de l'architecte Henry Bach, qui achève également en 1877 la chapelle de l'orphelinat, dédiée à Notre-Dame de Lourdes.
Dans le même temps, le conseil municipal se préoccupe de l'aménagement de la Grande-Allée et de ses abords. Le Jardin des Plantes est agrandi, entre 1862 et 1867, du côté de la Grande-Allée, par l'acquisition de la propriété Murel. En 1886, le jardin est également transformé radicalement en jardin d'agrément, afin d'accueillir l'Exposition qui se tient l'année suivante – le jardin botanique est dès lors limité à un espace clos au nord-ouest du jardin (actuel jardin botanique Henri-Gaussen). Le nouveau jardin est tracé sur les plans de Victor Besaucèle, conseiller municipal et organisateur de l'Exposition, en employant des ouvriers sans travail. Du côté de la Grande-Allée, la porte de l'Arsenal et la porte de la Commutation, conservées lors de la démolition du vieil enclos du Capitole (emplacement des actuels square Charles-de-Gaulle et rue Lafayette) en 1884, sont remontées dos-à-dos. En 1899, comme les marronniers de la Grande-Allée sont en mauvais état, on décide de planter 148 ormes et 72 palmiers de Chine, et d'aménager la place au carrefour de l'allée des Demoiselles (actuel rond-point des Français-Libres) par l'érection d'une fontaine et d'un bassin, ornés en 1910 d'une sculpture d'Auguste Seysses, le Soir de la vie.

La porte de l'Arsenal, vue de la Grande Allée, par Eugène Trutat (1900, Muséum de Toulouse).
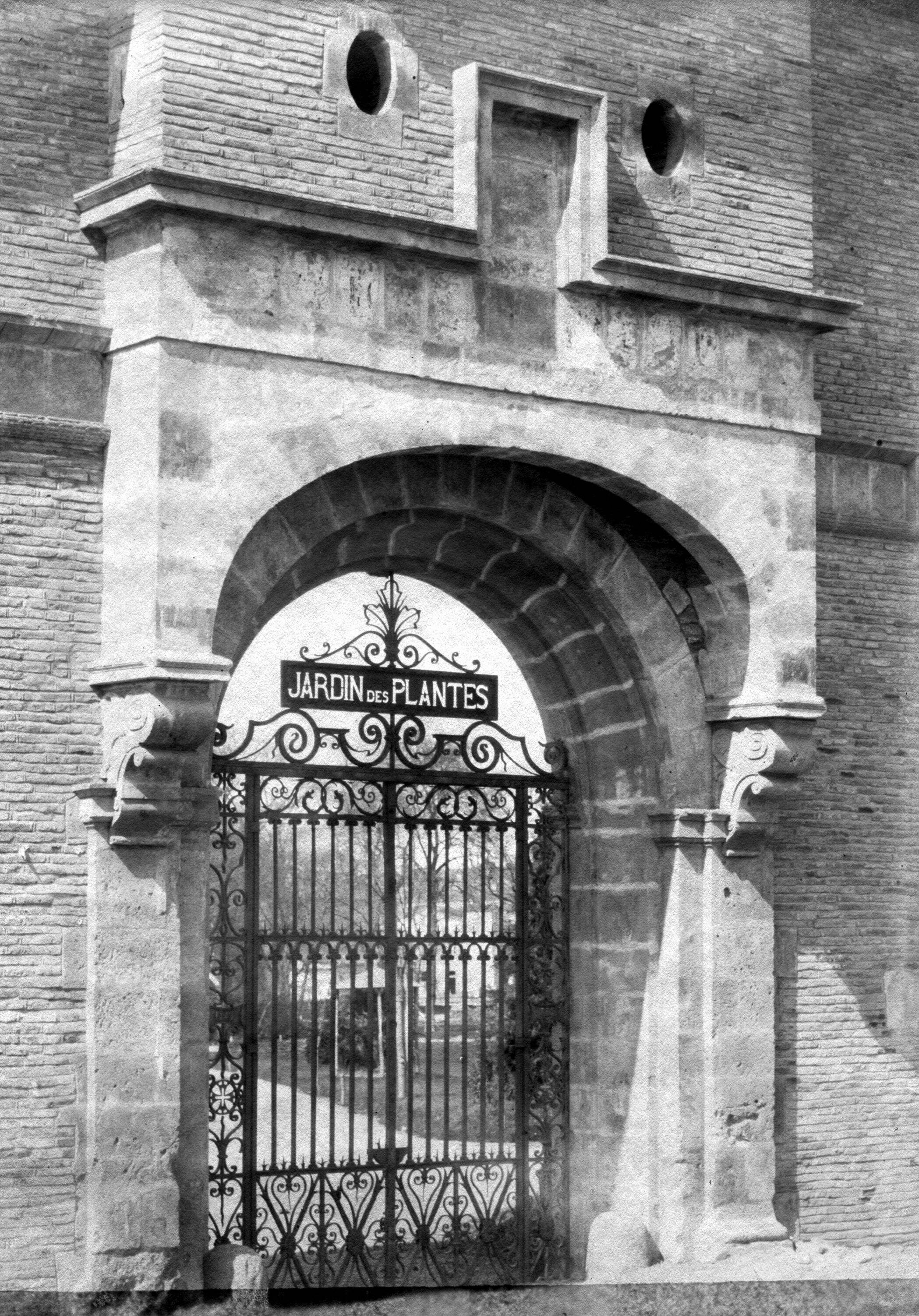
La grille du jardin des Plantes, par Eugène Trutat (1888, Bibliothèque municipale)
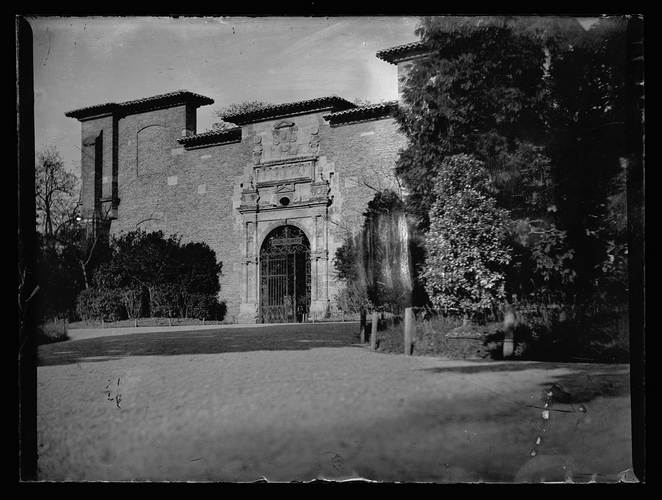
La porte de la Commutation, vue du jardin des Plantes, par Eugène Trutat (après 1886, Archives municipales).

En 1924, la Grande-Allée est renommée du nom de Frédéric Mistral. La même année, l'orphelinat de la Grande Allée est confié aux Assomptionnistes. Ce sont eux qui ouvrent le Ciné Bleu, qui devient dans l'Entre-deux-guerres une des plus importantes salles « catholiques » de la ville, servant également à d'autres spectacles et à des réunions. En 1932, la salle est équipée « en parlant et sonore ».
Durant la Seconde Guerre mondiale, l'allée Frédéric-Mistral est le lieu des heures les plus sombres de l'histoire toulousaine. En novembre 1942, peu après l'occupation de la « zone libre » par les forces allemandes, la Gestapo s'établit dans un hôtel particulier de la rue Maignac (actuel no 15 rue des Martyrs-de-la-Libération) avant d'occuper, à partir de mars 1943, le « petit château », à l'angle de la même rue (actuel no 2 rue des Martyrs-de-la-Libération) et des allées Frédéric-Mistral (actuel no 7), ainsi qu'un immeuble voisin (emplacement de l'actuel no 9). On y compte une centaine de personnes, chargés de la traque des résistants, de l'arrestation des Juifs et de la surveillance de la frontière avec l'Espagne. C'est là en particulier que sont menés les interrogatoires : François Verdier, chef régional des Mouvements unis de la Résistance, y est torturé 43 jours, entre décembre 1943 et janvier 1944, avant d'être exécuté dans la forêt de Bouconne. En 1944, après la Libération de la ville, cinq corps sont retrouvés dans le jardin, dont Lucien Béret, employé des PTT et responsable du groupe socialiste clandestin du Pont des Demoiselles, et Léo Hamard, jeune policier du réseau « Morhange ».
Après la guerre, l'allée Frédéric-Mistral sert durant quelques années de cadre à la Foire Exposition de la Région de Toulouse, déplacée à partir de 1952 au cœur du Parc des Expositions, à l'emplacement de l'ancien théâtre de la Nature du Parc Toulousain. En 1966 est décidée la construction d'un Monument à la gloire de la Résistance. L'œuvre « totale », voulue par le maire Louis Bazerque, est confiée à un groupe d'architectes – Pierre Viatgé, Michel Bescos, Alex Labat, Fabien Castaing et Pierre Debeaux –, impliquant aussi le sculpteur Robert Pages, l'ingénieur Roger Tassera, le musicien Xavier Darasse, les vidéastes Hubert Benita, Alain Capel et Serge Valon, et le programmeur Marcel Bettan. Le monument est inauguré le 19 août 1971 par Pierre Baudis.
Au début du XXIe siècle, le monument est complété par l'érection de nouveaux monuments qui s'intègrent au projet d'« axe mémoriel » que forment les allées Forain-François-Verdier et Frédéric-Mistral. Le 9 novembre 2008, le Mémorial de la Shoah, dessiné par l'architecte Mikaël Sebban, est inauguré au bout de l'allée Frédéric-Mistral, face au Grand-Rond. C'est également à la même époque que l'espace central de l'allée est renommé esplanade Alain-Savary, tandis que la partie sud, au carrefour de l'allée des Demoiselles, devient le rond-point des Français-Libres. Le 19 août 2011, le côté ouest des allées est rebaptisé du nom de Serge Ravanel, figure centrale de la Résistance toulousaine.

## Patrimoine et lieux d'intérêt
- Grand Rond.

### Jardin des Plantes
Inscrit MH (1925, portes du Capitole).
En 1794, Philippe-Isidore Picot de Lapeyrouse, naturaliste et professeur d'histoire naturelle à l'école centrale de Toulouse, fonde la muséum d'histoire naturelle, installé dans les murs de l'ancien couvent des Carmes déchaussés (actuels no 33-35 allées Jules-Guesde). Le jardin botanique qui en dépend occupe l'enclos des Carmes déchaussés, limité au nord par l'Esplanade (actuelles allées Jules-Guesde) et à l'est par la Grande Allée (actuelle allée Serge-Ravanel).
Ce premier Jardin des Plantes est profondément transformé à partir des années 1880, alors que se prépare l'Exposition de Toulouse. Le nouveau jardin est tracé sur les plans de Victor Besaucèle. Du côté de la Grande Allée sont remontées dos-à-dos la porte de l'Arsenal et la porte de la Commutation, conservées lors de la démolition du vieil enclos du Capitole (emplacement des actuels square Charles-de-Gaulle et rue Lafayette) en 1884.
La porte de l'Arsenal fait face à l'allée Serge-Ravanel. Elle est édifiée entre 1620 et 1622 par le maître maçon Pierre Monge. Elle se compose d'une porte voûtée en plein cintre, surmontée par un corps en saillie, évoquant un assommoir. Les murs latéraux sont ouverts par des fenêtres à meneau au rez-de-chaussée et des croisées à l'étage. De part et d'autre, les deux tourelles en encorbellement reposent sur des trompes et des corbeaux en pierre de taille.
La porte de la Commutation fait face au jardin des Plantes. Elle est construite vers 1575-1576 par le maître-maçon Jean Alleman – elle a longtemps été attribuée à tort à Nicolas Bachelier. Elle est en pierre de taille et richement ornée d'éléments sculptés. Elle se compose d'une arcade en plein cintre dont l'agrafe porte des motifs feuillagés. Elle est encadrée de colonnes jumelées et superposées, aux chapiteaux ioniques et corinthiens. Elles supportent des entablements surmontés d'une corniche moulurée et d'amortissements aux motifs de pointes de diamant, de médaillons, de croissants de lune et d'étoiles. Au centre, une table surmontée d'un fronton triangulaire est percée d'un oculus. Au dessus prend place un cartouche à l'encadrement mouluré, qui portait les blasons, martelés à la Révolution, des capitouls. Il est surmonté d'un cadre, soutenu par de petits visages grimaçants et surmonté d'un fronton triangulaire, qui porte le blason, également martelé, du roi de France.

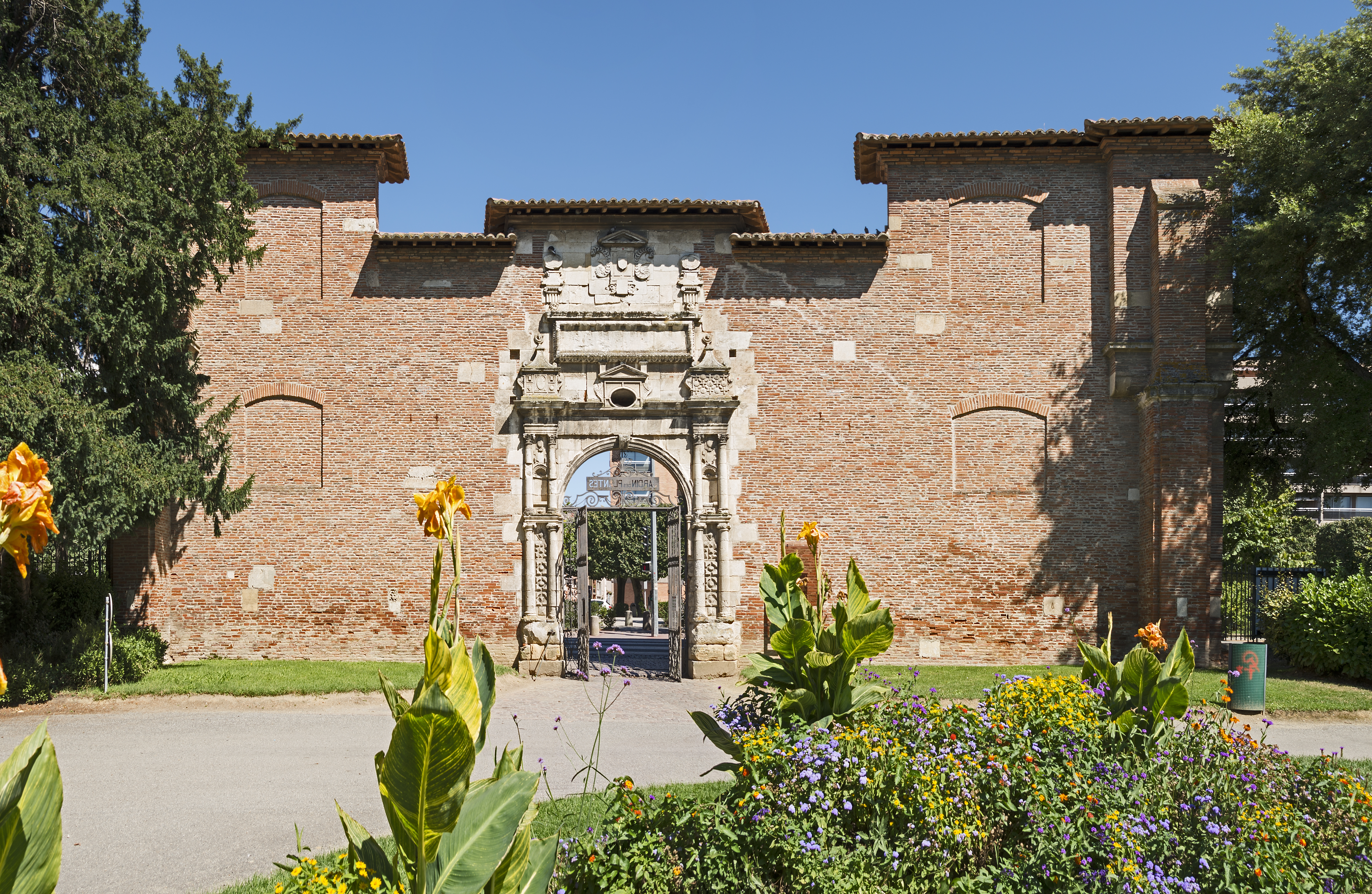
Porte de la Commutation (1575-1576, Jean Aleman).
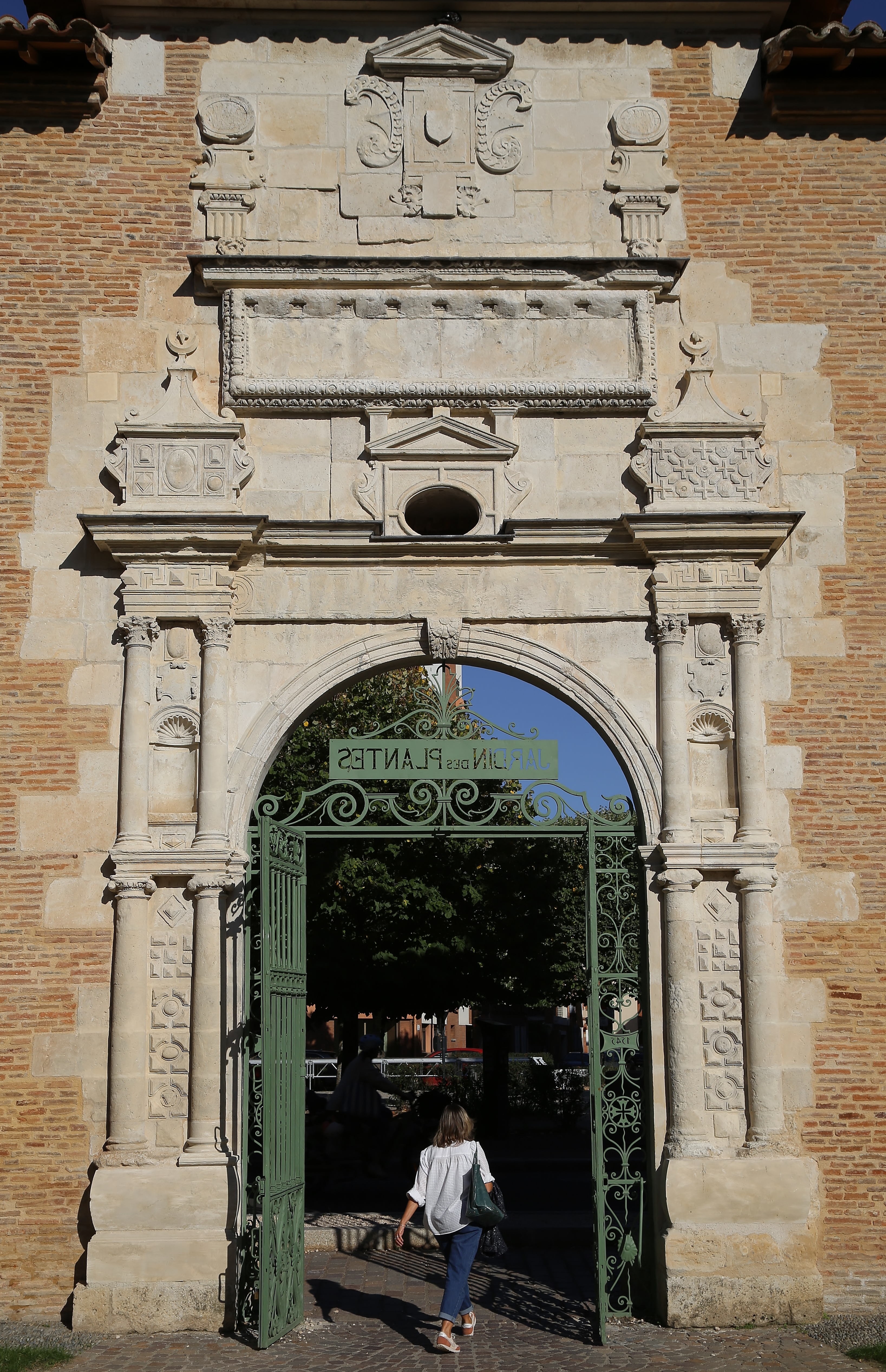
Détail de la porte de la Commutation.
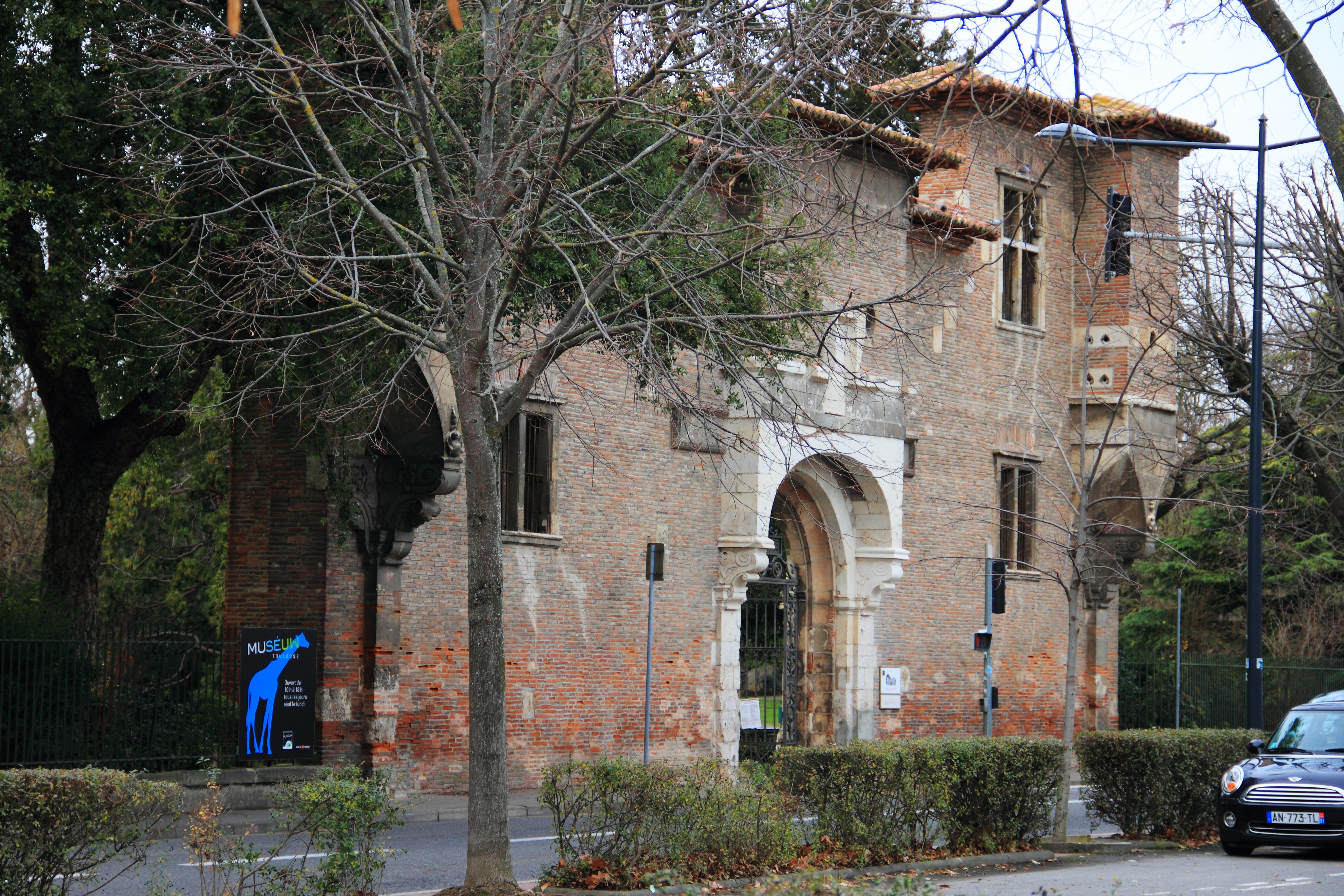
Porte de l'Arsenal (1620-1622, Pierre Monge).
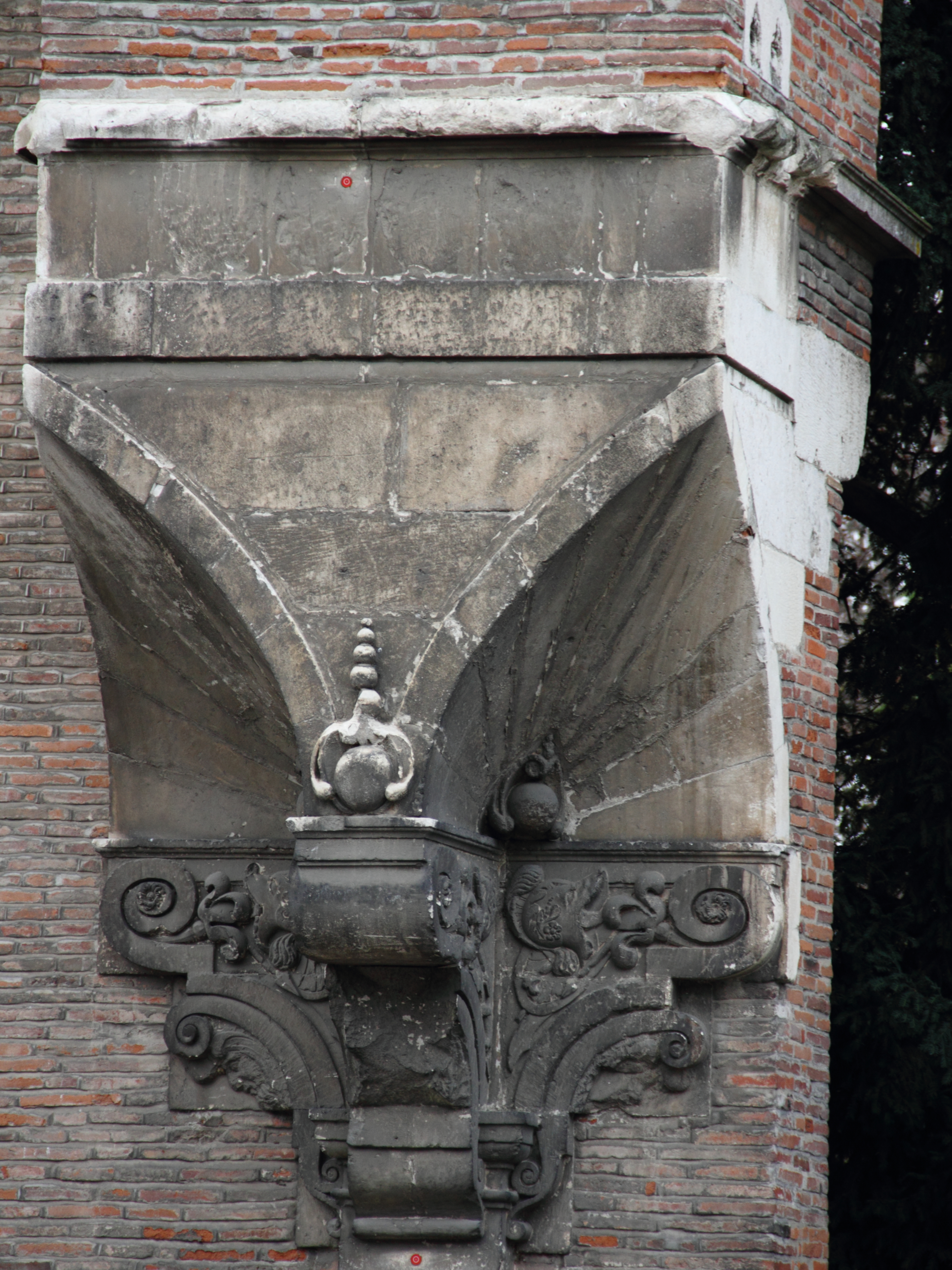
Détail d'une trompe de la porte de l'Arsenal.

### Hôtels particuliers, immeubles et maisons

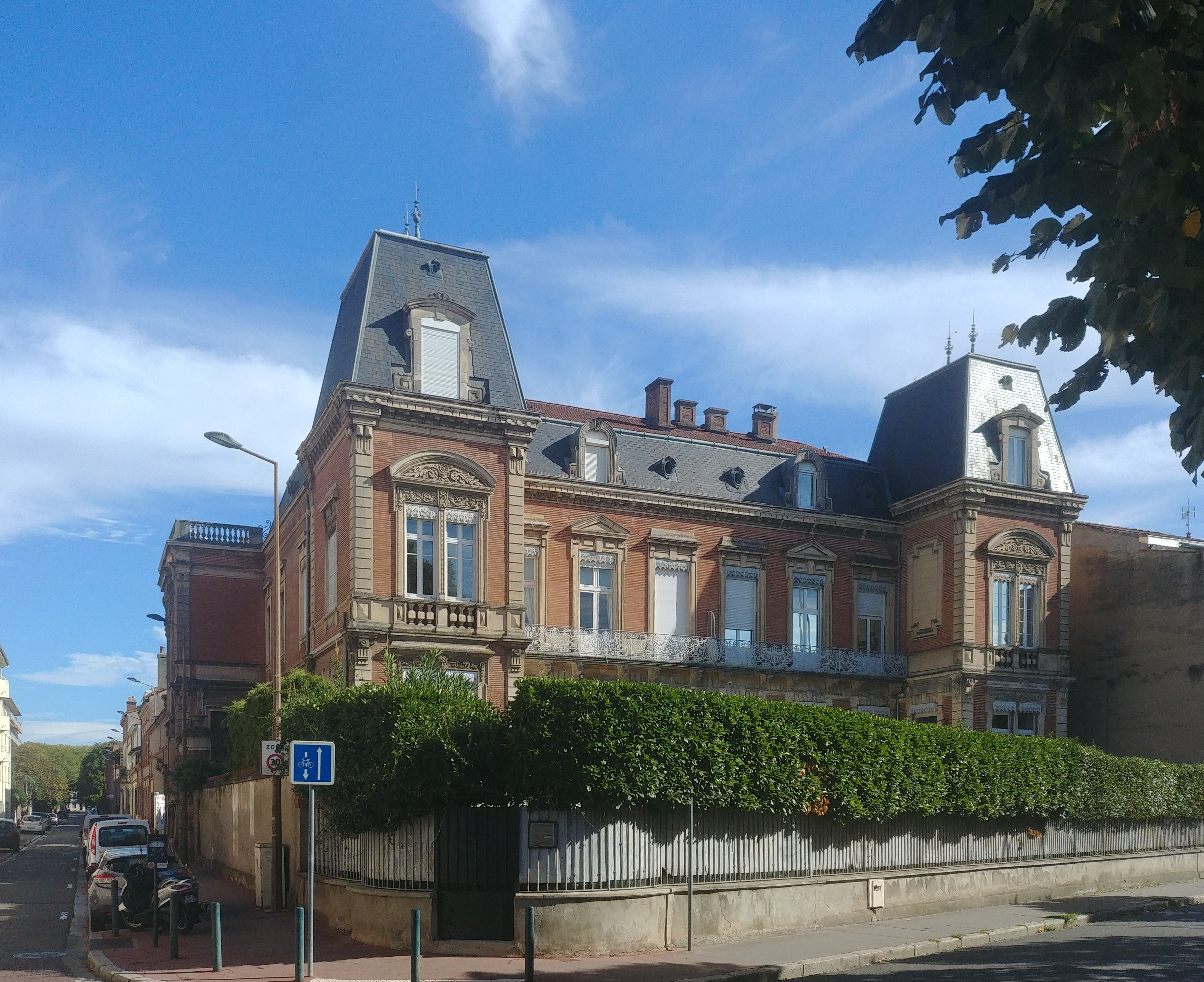
no 7 : façade de l'hôtel Besaucèle.

- no  7 : hôtel Besaucèle, dit le « Petit château ». 
Un hôtel particulier dont le nom renvoie à la famille Besaucèle qui l'occupa et dont le membre le plus connu est Victor Besaucèle, docteur en médecine, ornithologue, patron de presse et élu municipal de Toulouse sous la Troisième République. Il a été vraisemblablement construit entre 1860[24] et 1881, date à laquelle l'annuaire général de la Haute-Garonne mentionne une Madame Besaucèle résidant sur la Grande Allée[25]. Le bâtiment est représenté sur la vue cavalière de Toulouse dessinée par Hugo d'Alesi en 1886[26]. Il est remanié et agrandi en 1912 par l'architecte Robert Boistel d'Welles puis réaménagé par l'architecte Munvez en 1949[24]. Il appartient, au début de la Seconde Guerre mondiale, à des propriétaires juifs, et il est réquisitionné, puis occupé, entre mars 1943 et août 1944, par la Gestapo. 
L'édifice s'élève à l'angle de la rue des Martyrs-de-la-Libération (actuel no 2), en retrait de l'allée Frédéric-Mistral, ménageant un jardin. Il se compose de plusieurs corps de bâtiment : un logis encadré de deux ailes en retour. Les élévations sont animées par la polychromie de la brique, utilisée pour les façades, et la pierre, utilisée pour les chaînages d'angle, les chambranles des fenêtres, les balcons et les corniches qui couronnent les élévations. Les toits à longs pans brisés sont couverts d'ardoise[27].

- no  18 : maison Dalet. 
La maison est construite en 1902 par l'architecte Pierre Mouré pour le compte d'Henri Dalet. Elle est vendue en 1975 au conseil général de la Haute-Garonne, qui le cède l'année suivante à l'établissement public régional de Midi-Pyrénées pour abriter le Conseil économique, social et environnemental régional de la région Midi-Pyrénées, devenue région Occitanie en 2015[28].

- no  18 bis : immeuble Labit. 
L'architecte Joseph Gilet construit en 1908 un immeuble de rapport pour Antoine Labit, propriétaire du grand magasin la Maison universelle (actuel no 47 rue d'Alsace-Lorraine). Il s'élève sur cinq niveaux : un sous-sol semi-enterré, un rez-de-chaussée surélevé, deux étages et un niveau de comble. La façade, de style éclectique, reçoit un décor soigné où se sent discrètement l'influence de l'Art nouveau. L'élévation, qui se développe sur trois travées, est dissymétrique. Aux étages, les fenêtres ont des balcons dotés de garde-corps en fonte aux motifs de feuilles de marronniers. La travée de gauche est éclairée par des fenêtres doubles, la travée centrale par des fenêtres simples. La travée de droite est mise en valeur par un oriel en pierre de taille. Au 1er étage, la fenêtre est encadrée de colonnes à chapiteaux feuillagés. Le niveau de comble est couvert par un toit à longs pans brisés couvert d'ardoises. Il est percé de lucarnes. Celle de la travée de droite, qui surmonte l'oriel, est mise en valeur par sa taille et son décor. 
L'intérieur se compose de trois appartements et d'une loge pour le concierge. Chaque étage, desservi par un escalier principal et un escalier de service, est occupé par un appartement. Les pièces de réception – salon et salle à manger – donnent sur l'allée Frédéric-Mistral, tandis que les chambres ouvrent sur le jardin. De ce côté, un grand bow-window éclaire la chambre principale[29],[30].

- no  21 : immeuble Maurette (1874)[31].

### Église Notre-Dame de Lourdes
L'église Notre-Dame de Lourdes est construite entre 1876 et 1880 par l'architecte Henry Bach, pour servir de chapelle à l'orphelinat pour garçons de la Grande Allée. La construction est de style néo-gothique. La nef unique, qui compte trois travées, est voûtée d'ogives. Elle est éclairée de hautes fenêtres, quoique celles de la première travée soient bouchées. Dans le mur ouest prend place une rosace. Après la Première Guerre mondiale, la chapelle devient église paroissiale du quartier du Busca, et un décor est mené par plusieurs artistes toulousains. Les vitraux, posés en 1924, représentent plusieurs saints, tels Joseph, l'apôtre Pierre et l'évangéliste Jean. Les peintures, œuvres de J. A. Lagrange réalisées entre 1928 et 1929, couvrent les murs de la nef et du chœur. Elles représentent des scènes liées à Bernadette Soubirous et au miracle de la Vierge de Lourdes. La statue du Christ-Roi, sculptée par Henri Giscard, est inaugurée le 24 octobre.

### Œuvres publiques
- Hercule enfant. 
La sculpture, œuvre de Sylvestre Clerc, est inaugurée en 1928[32]. Elle représente un épisode de la vie d'Hercule enfant, mentionné par Pindare : alors qu'il est encore bébé, la déesse Héra envoie des serpents le tuer, mais il les étrangle sans difficulté[33]. 
La sculpture de pierre, en ronde-bosse, repose sur un socle en pierre qui porte le nom de l'œuvre en lettres capitales. Hercule, représenté en grandeur nature, est un bébé potelé et joufflu. Il a le corps penché à gauche, tirant par la gueule la dépouille du serpent qui gît, enroulé à ses pieds. La diagonale du corps est reprise par celle du serpent[34].

- Monument à Frédéric Mistral. 
La statue en pied de Frédéric Mistral, œuvre du sculpteur Sébastien Langloÿs, est réalisée à l'initiative des associations occitanes du Félibrige Gascogne Haut-Languedoc et de Convergéncia occitana, et avec le soutien des collectivités locales – mairie de Toulouse et région Occitanie. Elle est inaugurée le 14 septembre 2019 au cœur des allées, face à la porte du Jardin des Plantes. La statue, haute d'1,85 mètre, est en bronze. Elle représente le poète regardant au loin, habillé d'un complet, le chapeau sur la tête, la canne dans la main droite et un texte dans la main gauche[35].

- Mémorial de la Shoah. 
Le Mémorial de la Shoah, œuvre de l'architecte parisien Mikaël Sebban, est inauguré en 2008, à la suite d'un concours lancé en 2007. Il est constitué de six grandes portes en acier inoxydable de dix mètres de hauteur, formant un hexagone ouvert. Deux questions y sont gravées en français, en allemand et hébreu : « Où es-tu ? Où est ton frère ? »

- Monument à la gloire de la Résistance.  Inscrit MH (2016) et  Patrimoine XXe siècle (2017)[36]. 
En 1966, le conseil municipal lance un concours pour l'érection d'un monument à la gloire de la Résistance. L'année suivante, c'est une équipe toulousaine qui est choisie, composée de l'Atelier des architectes associés (3A) autour de Pierre Viatgé, Michel Bescos, Alex Labat, Fabien Castaing et Pierre Debeaux, et du sculpteur Robert Pages. Ils font intervenir l'ingénieur Roger Tassera, le musicien compositeur Xavier Darasse, les vidéastes Hubert Benita, Alain Capel et Serge Valon, et le programmeur Marcel Bettan. Le monument est inauguré par le maire Pierre Baudis le 19 août 1971, date de la Libération de Toulouse. 
Le monument se compose d'un bâtiment semi-enterré sous une colline artificielle. Il présente une façade en béton brut. Un escalier permet de descendre vers le parvis de galets. À droite se dresse le Signal, une structure autotendue de Pierre Debeaux, composée de quatre mâts suspendus par des câbles. L'intérieur se divise en trois salles – trois cryptes –, consacrées aux Déportés, aux Torturés et aux Fusillés, distribuées par un couloir circulaire dont les marches s'abaissent progressivement. La sortie s'effectue par un long couloir passant sous les allées, au bout duquel un escalier remonte vers la lumière, dans le Jardin des Plantes[37].

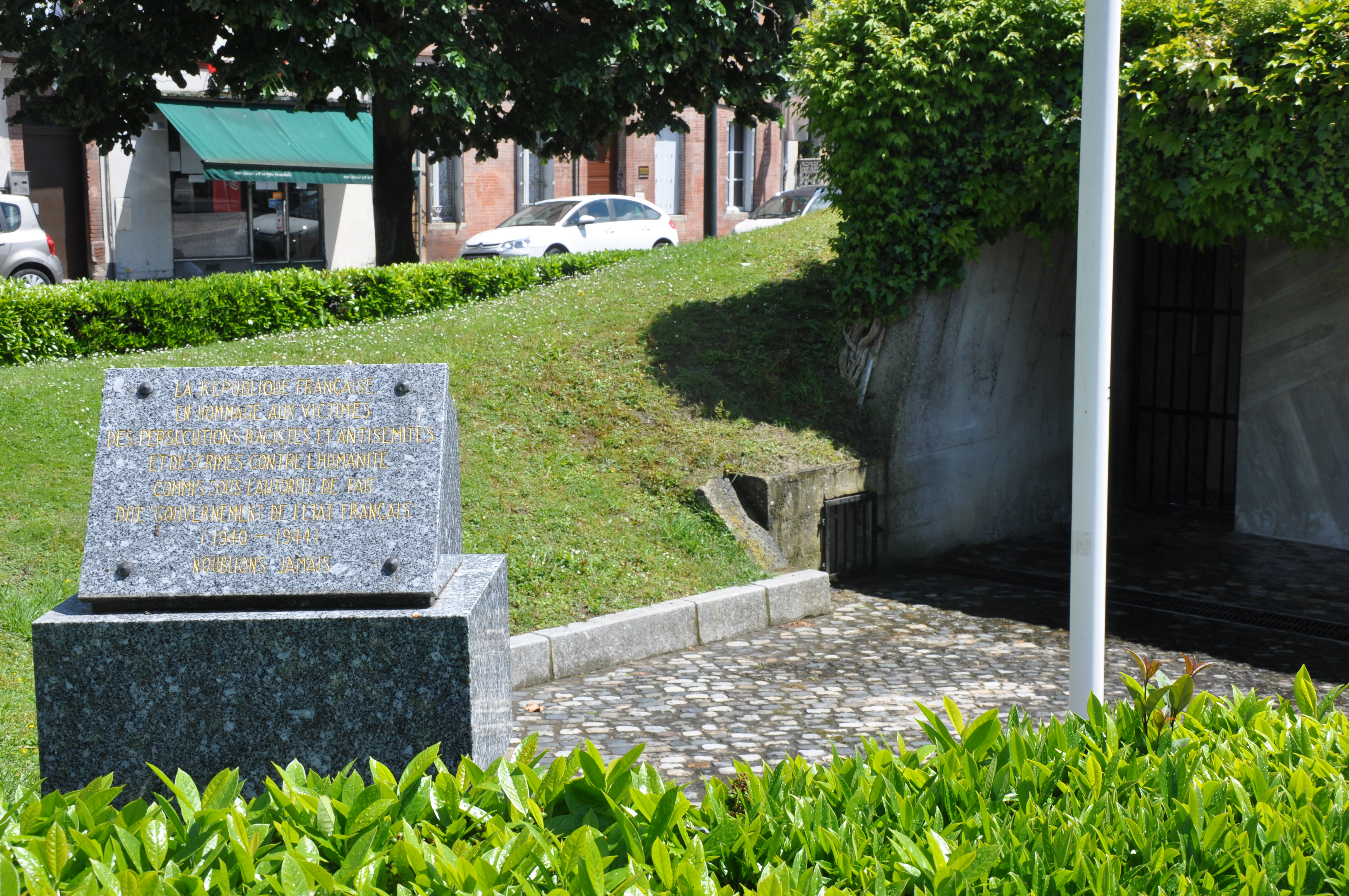
Détail de la plaque commémorative.

- Le Soir de la vie. 
La fontaine est créée, au bout de la Grande Allée, au carrefour de l'allée des Demoiselles – actuel rond-point des Français-Libres – en 1910. Elle est l'œuvre du sculpteur Auguste Seysses et de l'architecte Paul Pujol[38].

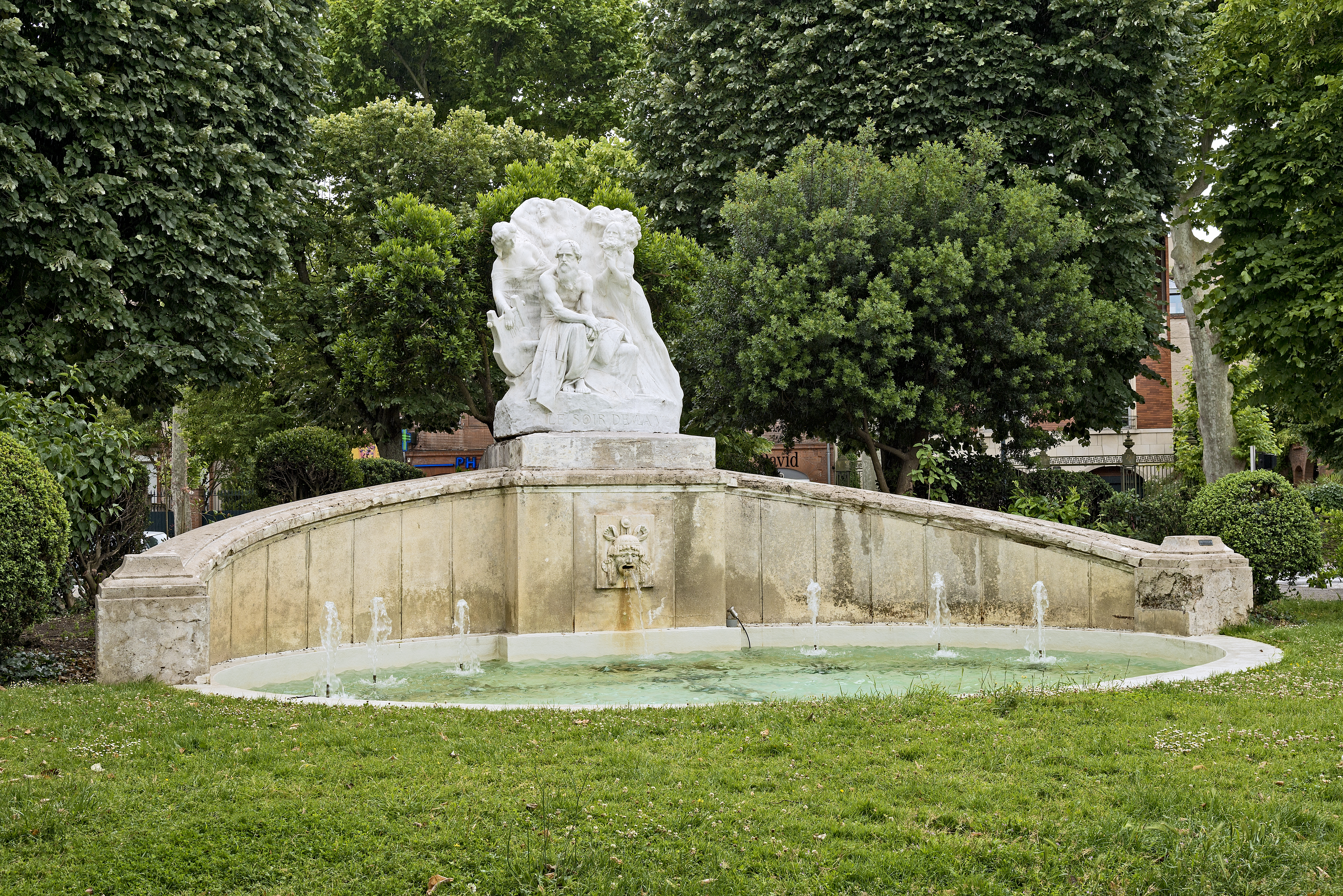
La fontaine Le Soir de la vie (Auguste Seysses et Paul Pujol, 1907-1910).
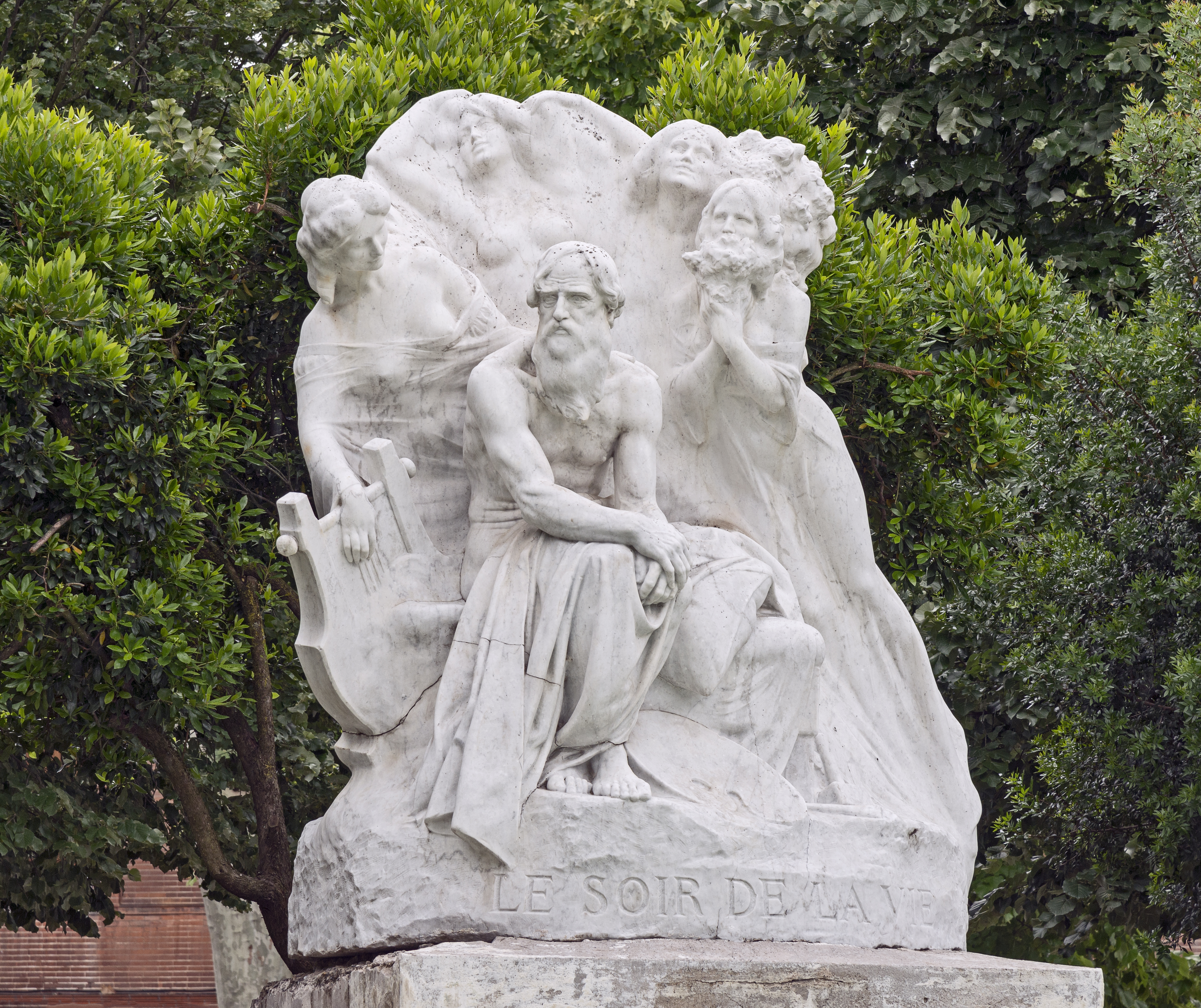
Le Soir de la vie, haut-relief en marbre (Auguste Seysses, 1907).